# Mauro Cezar Pereira
Mauro Cezar Pereira (Niterói, 31 de agosto de 1963) é um jornalista esportivo brasileiro.
Ele é colunista do jornal Gazeta do Povo, mantém um canal no YouTube com mais de seiscentos mil inscritos, um blog no UOL (onde também participa do podcast Posse de Bola e tem um programa de entrevistas), comenta jogos no aplicativo esportivo OneFootball e na emissora de TV SBT e participa de programas esportivos da TV Cultura e da rádio Jovem Pan.

## Carreira

### Trabalhos
Iniciou a carreira de jornalista em 1983, na Rádio Tupi do Rio de Janeiro e passou pelo Sistema Globo de Rádio e pela Rádio Manchete, também no Rio de Janeiro. Na mídia impressa, foi repórter de O Globo, editor do Jornal dos Sports e repórter de O Dia e do Jornal do Brasil.
Radicado em São Paulo desde 1993, foi editor da revista Placar, editor-executivo da Revista do Futebol, editor-chefe das revistas Audio Car, Som & Carro, Cidade e Som e Casa, repórter da revista Forbes Brasil e do jornal Valor Econômico, editor-chefe do portal Ajato, editor do portal Terra, além de editor do site do programa Auto Esporte, da Rede Globo.
Comentou futebol na Rádio CBN entre 2001 e 2002 e, em 2004, tornou-se comentarista dos canais ESPN Brasil, tendo também comentado nas rádios Eldorado, Estadão e Capital, em parcerias da própria ESPN. Trabalhou nas Copas do Mundo de 1990, 1994, 2002, 2006, 2010 e 2014 e nas finais de Liga dos Campeões da UEFA de 2011, 2012, 2013 e 2015, além de finais das Copas da Alemanha e do Rei da Espanha em 2015-16. Foi o principal comentarista da ESPN na Premier League entre 2012 e 2020, com outras coberturas nacionais e internacionais.
Em 2019, voltou ao rádio, como comentarista da Rádio Bandeirantes. Também nesse ano, junto de Lúcio de Castro e Leandro Iamin, participou do podcast "Muito Mais Do Que Futebol", da Central 3,. que foi encerrado em 5 de fevereiro de 2021.
Mauro trabalhou na ESPN Brasil até 2021, sendo conhecido por externar opiniões fortes e comentários extremamente críticos. Ele deixou a emissora no início de 2021, por não concordar com os termos de exclusividade impostos na negociação para renovação de contrato, após a fusão com os canais Fox Sports.
Em 13 de janeiro de 2021, foi anunciado como comentarista do aplicativo OneFootball, para comentar os jogos da Ligue 1. Em 4 de abril, foi anunciado como novo reforço da equipe de esportes do SBT, estreando na partida entre Santos e San Lorenzo pela Copa Libertadores, ao lado do narrador Téo José. Por lá, ainda cobriu a Copa América e jogos da Liga dos Campeões da UEFA. Em 5 de agosto, passou a integrar a equipe de esportes da TV Cultura, em nova fase do programa Revista do Esporte Debate, com Vladir Lemos e Arnaldo Ribeiro. Em 3 de dezembro, passou a integrar a equipe do Esporte em Discussão, da Rádio Jovem Pan.

### Acadêmica
Mauro Cezar formou-se em Jornalismo pelas Faculdades Integradas Hélio Alonso (Facha/RJ), em 1986.
Lecionou nas faculdades de Jornalismo e Rádio e TV da Universidade Santo Amaro (Unisa), em São Paulo, por quatro anos, entre 2002 e 2006, e também deu aulas de Rádio e TV na Internet, no curso de Rádio e TV do Ceinter-FASP, em 2004. Em 2007, foi professor no curso de pós-graduação em Jornalismo Esportivo da FMU, em São Paulo.

### Polêmicas e posicionamentos
Posiciona-se em oposição à unificação dos títulos da Taça Brasil e Torneio Roberto Gomes Pedrosa como edições do Campeonato Brasileiro, assinada pela CBF, dirigida então por Ricardo Teixeira, em 2010. Principalmente quanto a esta primeira, a que considera como "embrião da Copa do Brasil".
O jornalista foi um dos principais críticos à seleção de Felipão ao longo de todo o período em que o técnico gaúcho comandou a equipe, entre 2013 e 2014, pelo mau futebol apresentado que resultou no maior revés do futebol brasileiro, o Mineiraço.
Foi Mauro quem cunhou a expressão "pênalti à brasileira", referindo-se aos erros de interpretação em lances de pênalti de árbitros do futebol europeu.
Mauro é conhecido por criar "trocadilhos", para fazer referência a termos táticos no futebol e situações que lhe desagradam: os mais famosos foram "Cucabol" e "Muricybol". Ele envolveu-se em uma polêmica, em 2016, com o técnico Cuca, campeão brasileiro daquele ano com o Palmeiras. O jornalista apelidou o estilo do treinador e do seu time de "Cucabol", irritando o técnico alviverde, que respondeu e criticou o jornalista em diversas ocasiões após o uso desse apelido. Outra expressão foi "clube do vinho", em referência aos colegas de imprensa que "defendiam muito" o treinador Abel Braga - que é um apreciador da bebida.
Também em 2016, Mauro Cezar também se envolveu em outra polêmica, dessa vez pessoal. O jornalista foi flagrado em diversas ocasiões assistindo a jogos do Flamengo na torcida do time, como um mero torcedor, sendo questionado por alguns telespectadores sobre a sua imparcialidade jornalística. Para encerrar a polêmica, no programa Linha de Passe da ESPN, Mauro assumiu ser flamenguista e defendeu o direito de ir as arquibancadas, além de afirmar que a paixão de infância não interferia no seu trabalho.
O jornalista também é fã do Racing da Argentina, ao qual declara torcer desde 1992. Já afirmou não torcer pela Seleção Brasileira desde a Copa de 1986, sendo indiferente em relação à conquista ou não conquista do mundial por esta.
É crítico do Mundial de Clubes da FIFA, ao qual aponta como um torneio "político", "fraco tecnicamente" e que não desperta o interesse dos europeus, considerando a Copa Libertadores como mais importante. A mudança de formato para 32 equipes não mudou a opinião de Mauro, que disse que o novo modelo é uma "péssima ideia" e "bobagem".
Famoso pelo seus "blocks" nas redes sociais, Mauro já afirmou ter bloqueado mais de sessenta mil usuários.

## Prêmios e indicações
| Ano  | Prêmio                                                                     | Categoria                     | Resultado | Posição     | Ref.   |
| ---- | -------------------------------------------------------------------------- | ----------------------------- | --------- | ----------- | ------ |
| 2014 | Troféu ACEESP (Associação dos Cronistas Esportivos do Estado de São Paulo) | Comentarista de TV            | Indicado  | 3.ª posição | [ 35 ] |
| 2014 | Prêmio Mídia Esporte de Jornalismo Esportivo                               | Comentarista de TV fechada    | Indicado  | 3.ª posição | [ 36 ] |
| 2015 | Troféu ACEESP (Associação dos Cronistas Esportivos do Estado de São Paulo) | Comentarista de TV fechada    | Indicado  | 3.ª posição | [ 37 ] |
| 2016 | Prêmio Comunique-se                                                        | Esportes — Mídia Falada       | Indicado  | Finalista   | [ 38 ] |
| 2016 | Prêmio Comunique-se                                                        | Esportes — Mídia Escrita      | Indicado  | 2.ª fase    | [ 39 ] |
| 2016 | Prêmio Comunique-se                                                        | Opinião/articulista           | Indicado  | 2.ª fase    | [ 39 ] |
| 2017 | Troféu ACEESP (Associação dos Cronistas Esportivos do Estado de São Paulo) | Opinião (colunista/blogueiro) | Indicado  | 3.ª posição | [ 40 ] |
| 2017 | Troféu ACEESP (Associação dos Cronistas Esportivos do Estado de São Paulo) | Comentarista de TV            | Indicado  | 2.ª posição | [ 40 ] |
| 2018 | Troféu ACEESP (Associação dos Cronistas Esportivos do Estado de São Paulo) | Comentarista de TV            | Venceu    |             | [ 41 ] |
| 2019 | Troféu ACEESP (Associação dos Cronistas Esportivos do Estado de São Paulo) | Comentarista de TV            | Venceu    |             | [ 42 ] |
| 2019 | Prêmio Comunique-se                                                        | Esportes — Mídia Escrita      | Indicado  | Finalista   | [ 43 ] |
| 2021 | Prêmio Comunique-se                                                        | Esportes — Mídia Falada       | Indicado  | Finalista   | [ 44 ] |
| 2021 | Prêmio Comunique-se                                                        | Esportes — Mídia Escrita      | Indicado  | Finalista   | [ 44 ] |